# (25274) 1998 VE33
(25274) 1998 VE33 est un astéroïde de la ceinture principale d'astéroïdes découvert en 1998.

## Description
(25274) 1998 VE33 a été découvert le 15 novembre 1998 à l'observatoire Palomar, situé au nord de San Diego en Californie, par John Broughton.

### Caractéristiques orbitales
L'orbite de cet astéroïde est caractérisée par un demi-grand axe de 2,57 UA, un périhélie de 2,19 UA, une excentricité de 0,14 et une inclinaison de 13,02° par rapport à l'écliptique. Du fait de ces caractéristiques, à savoir un demi-grand axe compris entre 2 et 3,2 UA et un périhélie supérieur à 1,666 UA, il est classé, selon la JPL Small-Body Database, comme objet de la ceinture principale d'astéroïdes.

### Caractéristiques physiques
(25274) 1998 VE33 a une magnitude absolue (H) de 13,7 et un albédo estimé à 0,176.